# Koncentracja władzy
Koncentracja władzy – określenie stosowane w politologii dla skupiania w kompetencji w ręku jednej osoby lub grupy osób. Charakterystyczna dla monarchii absolutnej a także dla systemów autokratycznych, autorytarnych i totalitarnych. Konsekwencją zbyt dużej koncentracji władzy jest także dyktatura.